# آي أو إنتراكتيف
آي أو إنتراكتيف (بالإنجليزية: IO Interactive)‏ هي شّركَة تَطوِير ألعاب فيديو دنماركيَّة، مَقَرها في كوبنهاغن، تشتهر بإِنشاءِ وتَطوِير سِلسِلَة هيتمان وكاين آند لينش، وأَصَدَرَت أحدث ألعابها في يناير 2021 وهي لعبة «هيتمان 3».
تأسّست في سبتمبر 1998 كمشروع مُشتَرَك بَينَ فَرِيق تَطوِير شَّرِكَة «ريتو-موتو» المكون مِن سبعة موظفين وبين استوديو الأَفلامَ «نورديسك فيلم»،  اِستَحوذت شَّرِكَة إيدوس إنتراكتيف على «آي أو إنتراكتيف» مُقابِل 23 مليُون جنيه إسترليني في مارس 2004، وَفِي 2009 اِستَحوذت سكوير إنكس على إيدوس إنتراكتيف، وأعادت تسميتها بِاِسمِ سكوير إنكس يورب في مايو 2017، وأوقفت «سكوير إنكس» تمويل «آي أو إنتراكتيف» وبَدَأتِ تفكر في بيعها، وَفِي يونيو 2017 أجرت «آي أو إنتراكتيف» عَمَلِيَّةِ شِرَاء إدارية وأصبَحَت شَّرِكَة مستقلة واستعادت حُقوقَ امتيازات هيتمان و«محاربو الحرية».
في يناير 2021 بلغَ عدد موظفيها 200 مُوَظَّف، ولَهَا استوديو «آي أو آي مالمو» ومقره مالمو.

## التاريخ

### الخلفية والتأسيس (1997-1998)
تأسّست شَّرِكَة «ريتو-موتو» لِتَطوِيرِ ألعاب الفيديو في عام 1997 ومَقَرها كوبنهاغن،  وسُرعان مَا أقامت شراكَةِ مَعَ استوديو الأَفلامَ الدنماركي «نورديسك فيلم» في 1998 لِإِنشاءِ شَّرِكَة تَطوِير مُشتَرَكَة،  والَّتِي تُدعى «آي أَو إنتراكتيف» وتأسّست في 16 سبتمبر 1998،  بسبعة موظفين مِن «ريتو-موتو» وهم «جيسبر فورشولت يورجنسن» و«راسموس غولدبرغ-كيير» و«مارتن مونك بولاس» و«كارستن ليمان هفيدبيرج» و«جاكوب أندرسن» و«يانوس فلوسر» و«ديفيد كولدبراندسن». تمتلك شَّرِكَة «نورديسك فيلم» حصّة 50 بالمائة في الشَّرِكَة، وكَذَلِك المؤسسين السبعة، وبحلول مارس 2004 امتلكت «نورديسك فيلم» 40.3 بالمائة في «آي أَو إنتراكتيف».

### هيتمان: كودنايم 47 (1998 إلى 2000)
كَانَت «آي أو إنتراكتيف» تعمل لإنتاج لعبة خيالية مُتَعَدّدَة اللاعبين عبر الإنترنت بعُنوان «ركس دومينوس»، ولكنَّها تحولت لِتَطوِيرِ لعبة مطلق نار بسيطة بَعدَ أن طلبت شَّرِكَة «نورديسك فيلم» مِن فَرِيق التَطوِير التوقف عَن تَطوِير «ركس دومينوس»،  واختار الفَرِيق تَطوِير لعبة حَرَكَةِ الجري والبُندُقيَّة، حيثُ تأخذ وقتًا أقل مقارنةً بلعبة أكشن مُتَعَدّدَة اللاعبين على الإنترنت، وَعَندَمَا لَم يتمكَّن الفَرِيق مِن الحصول على حزمة أدوات تطوير البرمجيات لوحدات التحكم، تحول لتَطوِير أَجهِزَة الكُمبِيُوتَر الشخصية، وكجزء مِن إِنشاءِ اللعبة الَّتِي عُرفت فيمَا بَعدَ بِاِسمِ «هيتمان: كودنايم 47»، طور الفَرِيق محرك ألعاب ثلاثي الأبعاد يُدعى «غلاسير» خاصّ بالاستُوديُو لتلبية احتِياجات اللعبة، حيثُ حاول المبرمجين اِستِخدام الحركات العكسية في الوَقتِ الفِعلِيِ للأجسام الساقطة، وكَانَت الإصدارات الأولى تعمل ببطء شديد حتَّى اكتشف أحد المبرمجين طريقة لتزييف العملية بأكملها،  وأدى ذَلِك إلى أول اِستِخدام لفيزياء دوول المتقدّمة في ألعاب الفيديو، ولاحقًا تم توقيع صَفقَة نَشرِ بَينَ «آي أو إنتراكتيف» وإيديوس إنتراكتيف،  وصدرت اللعبة أخيرًا في 19 نوفمبر 2000.

### مشاريع أُخرى (2000 إلى 2004)
أَعلَنَت إيدوس إنتراكتيف عَن لعبة «هيتمان 2: سايلنت أساسين» في أكتوبر 2001، تكملة للإصدار السَّابِقَ «كود نيم 47»،  وأصدرتها في أكتوبر 2002 لنِظَام مايكروسوفت ويندوز، وبلاي ستيشن 2 وإكس بوكس،  وكَانَت «آي أو إنتراكتيف» قد زادت مِن عدد موظفيها للتغلب على تَحَدِيَاتِ تَقديم اللعبة في وحدات التحكم المُختَلِفَة،  ونالت اللعبة استحسان النقَّاد، حيثُ رأى بعضهم أنَّها تضَّمنت إصلاحات لمشاكل الإصدارات السَّابِقَةِ،  وَكَانَ نجاحها الكبير مُفاجئًا للفريق، الَّذِي تابع الأمر بسرعة ونقلها في العَامِ التالي إلى نينتندو غيم كيوب.
في عام 2003 قرَّرت «آي أو إنتراكتيف» فتح فرع في المجر بِاِسمِ «آي أو إنتراكتيف هنغاريا»،  وعينت فِيه 50 موظفًا مجريًا، وقدمت لهم بَرنامَج تدريبي لستة أشهر في مَقَرها الرَئِيسيّ في كوبنهاغن، وَبَعدَ انتهاء التَّدرِيبِ عرضت عليهم العَمَل في مَقَرها الرَئِيسيّ بدلاً مِن الفَرعِ المجري، ووَافَقَ معظمهم على العرضُ، وَفِي أكتوبر مِن العَامِ ذاته أَصَدَرَت إلكترونيك آرتس لعبة «محاربو الحرية» وهي لعبة إِطلاق نار مِن منظور الشخص الثالث طورتها «آي أو إنتراكتيف» سابقًا بِاِسمِ «فريدوم: ذا باتل فور ليبرتي ايلاند»،  وَلَم تعلق «آي أو إنتراكتيف» إِذَا كَانَت تطور تكملة لَهَا.

### اِستِحواذ شَّرِكَة إيدوس إنتراكتيف 2004 إلى 2006
في 3 مارس 2004 أَعلَنَت «إيدوس إنتراكتيف» اِستِحواذها على «آي أو إنتراكتيف» مُقابِل 23 مليُون جنيه إسترليني، بِالإضافة إلى 5 مليُون جنيه إسترليني أُخرى مُرتَبِطَة بأداء الاستُوديُو في السنوات الأَربَعَ المقبلة،  وكَانَت «آي أو إنتراكتيف» حِينَهَا في المرتبة العاشرة في قَائِمَة أكبر مطوري ألعاب الفِيديُو في أُورُوبَّا، وعدد موظفيها 140 مُوَظَّف.
أَصَدَرَت «آي أو إنتراكتيف» لعبة هيتمان: كونتراكتز في أبريل 2004، وهي أول إصداراتها بَعدَ اِستِحواذ إيدوس عَلَيهَا، وهي اللعبة الثالثة مِن سِلسِلَة هيتمان،  حيثُ عمِلَت «آي أو إنتراكتيف» على تطويرها لتسعة شهور،  وحظيت باستقبال إيجابي. وَفِي نوفمبر مِن العَامِ ذاته أَعلَنَت عَن اللعبة التَالِيَة مِن سِلسِلَة هيتمان: بعُنوان هيتمان: بلود موني،  وأصدرتها في مايو 2006،  والَّتِي أشاد بِهَا النقَّاد وأعتبروها أفضَلَ لعبة في السِلسِلَة.

### ألعاب أُخرى (2006-2010)
أَعلَنَت «آي أو إنتراكتيف» عَن لعبتها التَالِيَة في أغسطس 2006 بعُنوان «كاين آند لينش: ديد من»،  وكَانَت لعبة خطية وتعاونية مِن منظور الشخص الثالث، على عكس أسلوب اللُّعَبِ الخفي الفردي في هيتمان،  وأصدرتها في نوفمبر 2007،  واكتسبت آراء متباينة حيثُ شعر بَعض المراجعين أنَّها انفصلت عَن أساليب اللُّعَبِ الحديثة.
في 11 أبريل 2008 أعلن أربعة مِن مؤسسي «آي أو إنتراكتيف» وهم «فورشولت يورجنسن» و«بولاس وأندرسن» و«كولدبراندسن» أنَّهم قاموا مَعَ المنتج التَّنفِيذِيِ السَّابِقَ في إيدوس إنتراكتيف «نيل دونيل» بإعادة تَأسِيس «ريتو-موتو» للتطوير،  وأصبَحَ كولدبراندسن رَئِيسَ قسم التِكنولوجيا، وأصبَحَ «نيل دونيل» الرَّئِيس التَّنفِيذِيِ. وتبعهم ستة موظفين آخرين مِن «آي أو إنتراكتيف» في ديسمبر مِن العَامِ ذاته.
في يناير 2009 أَعلَنَت شَّرِكَة إيدوس إنتراكتيف عَن لعبة "ميني نينجاز" الَّتِي طورتها «آي أو إنتراكتيف» وهي لعبة صديقة للعائلة على عكس جَمِيعَ عناوينها السَّابِقَةِ،  وأوضح يورجنسن أن الاستُوديُو يهدف للوصول إلى مَجمُوعَة ديموغرافية أوسع في سوق الأَلعَابَ،  وَفِي أبريل 2009 اِستَحوذت مَجمُوعَة ألعاب الفِيديُو اليابانيّة سكوير إنكس على إيدوس إنتراكتيف" مُقابِل 84.3 مليُون جنيه إسترليني، وأعادت تنظيمها وأصبَحَت تُعرف بِاِسمِ "سكوير إنكس يورب" في نوفمبر مِن ذَلِك العَامِ، وواصلت سكوير إنكس يورب الإشراف على استُوديُوهات التَطوِير ومِنهَا «آي أو إنتراكتيف».
أَعلَنَت الشَّرِكَة في نوفمبر 2009 عَن تكملة للعبة «كاين آند لينش: ديد مِن» بعُنوان «كاين آند لينش 2: دوغ دايز»،  وأصدرتها في أغسطس 2010،  ولاقت استقبال سلبي حيثُ وجد النقَّاد أن عَنَاصِرِ اللعبة أصبَحَت «قبيحة» عمدًا لتتناسب مَعَ قصَّة اللعبة،  وكشف يورجنسن في مقابلة أجريت في نوفمبر 2009 مَعَ مَوقِعِ الأَلعَابَ «غيماسوترا» أن الشَّرِكَة استعانت بمصادر خارجية لقسم الرسوميات، وذَلِك بسببِ التكاليف المُرتفعة المُرتبطة بالعيش في الدُّوَلِ الاسكندنافية،  وَفِي مارس 2010 تم تسريح 35 مِن 200 مُوَظَّف مِن الشَّرِكَة،  وَفِي نوفمبر أيضًا تم تسريح 30 مُوَظَّف، ويُعتقد أن التسريحات هَذِهِ مُرتَبِطَة بإلغاء مَشرُوع كَانَت تعمل عليهِ لصالح شَّرِكَة مايكروسوفت.

### العودة إلى هيتمان (2011-2016)
أَعلَنَت «آي أو إنتراكتيف» و«سكوير إنكس» إصدار عُنوان جَدِيد في سِلسِلَة هيتمان وهُوَ «هيتمان: أبسولوشن» في مايو 2011،  وأَصَدَرَت في مايو 2012 عرض توضيحي بعُنوان «هيتمان: سنايبر تشالنج»،  ولاحقًا أَصَدَرَت «أبسولوشن»،  وشهد استقبالًا إيجابيًا للغاية مِن النقَّاد،  لكنّ العديد مِن مُعجبي السلسلة شعروا بميل اللعبة إلى الاِتِجَاهِ السائد وفقدت السلسلة قاعدة اللاعبين الأساسيين. وكَانَت «سكوير إنكس» قد اِفتَتَحَت مكتبًا جديدًا في كوبنهاغن بِاِسمِ «آي أو إنتراكتيف» في فبراير 2012،  وَفِي مارس غُير اسمه ليصبح "Hapti.co" ويهدف لِتَطوِيرِ ألعاب الهَاتِف المَحمُول،  ولاحقًا تم بيعه إلى وارغامينغ موبايل، قسم الأَلعَابَ المَحمُولة في وور غيمينغ، وأُعيد تسميته إلى «وور غيمينغ كوبنهاجن».
في يونيو 2013 سرحت «آي أو إنتراكتيف» 70 موظفًا مِن قواها العاملة البالغة 140 موظفًا لِمُوَاجَهَةِ تَحَدِيَاتِ السوق،  وأَعلَنَت «سكوير إنكس» أن «آي أو إنتراكتيف» ستركز حصريًا على تَطوِير إصدارات جديدة في سِلسِلَة هيتمان،  وتولَّى «هانس سيفرت» إِدَارَةَ الشَّرِكَة كرئيس للاستوديو، حيثُ كَانَ مدير الإِنتاج في «آي أو إنتراكتيف» خِلال السنوات الثلاث الماضية.
أَعلَنَت شَّرِكَة سوني في مؤتمر صحفي في يونيو 2015 أنَّها ستصدر لعبة جديدة في سِلسِلَة هيتمان في ديسمبر 2015،  وتأجل الموعد إلى مارس 2016،  وبدءًا مِن مارس 2016 تم إصدار الموسم الأول للعبة في ست حلقات كَانَ آخرها في أكتوبر 2016،  حينما غادر «ريان بارنارد» شَّرِكَة يوبي سوفت ماسيف وانظم إلى «آي أو إنتراكتيف»،  الَّتِي كَانَت حِينَهَا أكبر مطور ألعاب فيديو في الدنمارك،  وَكَانَ يعمل بِهَا 170 موظفًا.

### 2017 إلى الوقت الحاضر
أعلن سيفيرت مغادرة شَّرِكَة «آي أو إنتراكتيف» في فبراير 2017 عائدًا إلى وطنه النمسا لمتابعة مَشرُوع غير معلن،  وتولَّى مهامه «هاكان أبراك» مدير الإِنتاج السَّابِقَ في الاستُوديُو وأصبَحَ الرئيس التنفيذي.
في مايو 2017 أوقفت «سكوير إنكس» تمويل «آي أو إنتراكتيف» وبَدَأتِ عَمَلِيَّةِ بيع الاستُوديُو والتفاوض مَعَ المستثمرين المحتملين،  وسرحت «آي أو إنتراكتيف» العديد مِن موظفيها بَعدَ الإعلان بوَقتِ قصير،  وَفِي الشهر التالي أَعلَنَت «آي أو إنتراكتيف» أنَّها أجرت عَمَلِيَّةِ شِرَاء إدارية وأصبَحَت شَّرِكَة مستقلة،  مَعَ احتفاظ «سكوير إنكس» بحصة ماليَّة صغيرة فِيهَا. وتَضمّنَت العملية استعادة الملكيّة الفكريَّة لسلسلتي هيتمان ومحاربو الحرية، وبقيت «كاين آند لينش» و«ميني نينجاز» في ملكيّة شَرِكَة سكوير إنكس الفكريَّة. وصرح المدير التَّنفِيذِيِ لِشَرِكَة سكوير إنكس «يوسوكي ماتسودا» أن الشَّرِكَة أتخذت هَذَا القَرَارِ بَعدَ شعورها بإن سِلسِلَة هيتمان حاجة للاستمرار مَعَ شَرِيك آخر أو حتَّى مَعَ «آي أو إنتراكتيف» نفسها. وقال المدير المساعد في «آي أو إنتراكتيف» اسكيل موهل إن «آي أو إنتراكتيف» كَانَت بِالفِعلِ تطور «هيتمان 2» عَندَمَا قرَّرت «سكوير إنكس» الانسحاب، وإن قرار تَخفِيض الوظائف كَانَ خطوة ضرورية للتأكد مِن بقاء الاستُوديُو في العَمَل دُونَ الحاجة لدعم «سكوير إنكس».
بَعدَ فَترَةِ وجيزة مِن الاِستِحواذ الإداري أكدت «آي أو إنتراكتيف» أن جَمِيعَ أرباح هيتمان لعام 2016 ستذهب مباشرةً إِلَيهَا،  وَفِي أغسطس مِن العَامِ ذاته أكد الاستُوديُو أنَّهُ يطور لعبة هيتمان أُخرى،  وعقدت «آي أو إنتراكتيف» اتفاقية شراكَةِ مَعَ وارنر برذرز إنترآكتيف إنترتيمنت في أبريل 2018 لتوزيع «الإصدار النهائي» مِن هيتمان لعام 2016. وَفِي يونيو 2018 أَعلَنَت عَن لعبة «هيتمان 2»،  والَّتِي نشرتها شَّرِكَة «وارنر برذرز إنترآكتيف إنترتيمنت» في نوفمبر،  وَفِي 16 يناير 2019 اِفتَتَحَت آي أو إنتراكتيف استوديو فرعي في السويد يُدعى «آي أو آي مالمو».
في يونيو 2020 أَعلَنَت «آي أو إنتراكتيف» عَن لعبة «هيتمان 3» خاتمة لسلسلة وورلد اوف اساسينايشن الثلاثيّة، وأصدرتها في 20 يناير 2021 لِأَجهِزَة الكُمبِيُوتَر الَّتِي تعمل بنِظَام تشغيل ويندوز وأَجهِزَة التحكم الحاليَّة، وتولَّت نَشرِ لعبتها بنفسها. وَفِي نوفمبر 2020 أَعلَنَت عَن «مَشرُوع 007» وهي لعبة فيديو أصليَّة لجيمس بوند، بَعدَ حصولها على ترخيص مِن مترو غولدوين ماير وايون للإنتاج،  وقال مدير استوديو «آي أو هاكان أبراك» إنهم أمضوا عامين في إِعدادِ عرض تقديمي لبوند، وأنَّ أَصحَابِ الحُقوقَ الحاليين باربرا بروكولي وميخائيل جي. ويلسون غير راضين عَن حجم العنف في ألعاب «بوند» السَّابِقَةِ، وأوضح أن «مَشرُوع 007» سيكون شخصية أصليَّة بالكَامِل دُونَ اِستِخدام أَوجُه التشابه مَعَ ممثلي الأَفلامَ، وتتوقع أبراك أن اللعبة ستتكون مِن ثلاثة أجزاء،  وأنَّ إِنتاجها يتطلب مضاعفة عدد موظفيها الحاليين البالغ عددهم 200 مُوَظَّف.

## الألعاب
| السنة | العنوان                   | المنصة | الناشر                           |
| ----- | ------------------------- | --- | -------------------------------- |
| 2000  | هيتمان: كودنايم 47        | مايكروسوفت ويندوز                                                                                                 | إيدوس التفاعلية                  |
| 2002  | قاتل 2: قاتل صامت         | غيم كيوب ومايكروسوفت ويندوز وبلاي ستيشن 2 وإكس بوكس                                                               | إيدوس التفاعلية                  |
| 2003  | محاربو الحرية             | غيم كيوب ومايكروسوفت ويندوز وبلاي ستيشن 2 وإكس بوكس                                                               | الفنون الإلكترونية               |
| 2004  | هيتمان: كونتراكتز         | مايكروسوفت ويندوز، بلاي ستيشن 2، إكس بوكس                                                                         | إيدوس التفاعلية                  |
| 2006  | هيتمان: بلود موني         | مايكروسوفت ويندوز، بلاي ستيشن 2، إكس بوكس، إكس بوكس 360                                                           | إيدوس التفاعلية                  |
| 2007  | كين ولينش: الموتى         | مايكروسوفت ويندوز، بلاي ستيشن 3، إكس بوكس 360                                                                     | إيدوس التفاعلية                  |
| 2009  | ميني نينجاز [الإنجليزية]  | مالك أو إس ومايكروسوفت ويندوز ونينتندو دي أس وبلاي ستيشن 3 ووي وإكس بوكس 360                                      | إيدوس إنتراكتيف، فيرال إنتراكتيف |
| 2010  | كاين آند لينش 2: دوغ دايز | مايكروسوفت ويندوز، بلاي ستيشن 3، إكس بوكس 360                                                                     | سكوير انيكس                      |
| 2012  | هيتمان: أبسولوشن          | مالك أو إس ومايكروسوفت ويندوز وبلاي ستيشن 3 وإكس بوكس 360                                                         | سكوير انيكس، فيرال انتراكتيف     |
| 2016  | هيتمان                    | لينكس ومالك أو إس ومايكروسوفت ويندوز وبلاي ستيشن 4 وستاديا وإكس بوكس ون                                           | سكوير انيكس، فيرال انتراكتيف     |
| 2018  | هيتمان 2                  | مايكروسوفت ويندوز، بلاي ستيشن 4، ستاديا، إكس بوكس وان                                                             | وارنر بروس. الترفيه التفاعلي     |
| 2021  | هيتمان 3                  | مايكروسوفت ويندوز ونينتندو سويتش وبلاي ستيشن 4 وبلاي ستيشن 5 وستاديا و"إكس بوكس ون" وإكس بوكس سيريس إكس وسيريس أس | آي أو التفاعلية                  |
| -     | مشروع 007 (عنوان العمل)   | يُعلن لاحقًا | آي أو التفاعلية                  |

## وصلات خارجية
- الموقع الرسمي